# منتخب سويسرا لهوكي الجليد للناشئين
منتخب سويسرا لهوكي الجليد للناشئين هو ممثل سويسرا الرسمي في المنافسات الدولية في هوكي الجليد للناشئين
.